# Christoph Harting
Christoph Harting (* 10. April 1990 in Cottbus) ist ein deutscher Diskuswerfer und wurde in dieser Disziplin im Jahr 2016  Olympiasieger. Er ist 2,07 m groß und hat ein Wettkampfgewicht von 120 kg.

## Leben
Christoph Harting wurde als jüngster Sohn von Gerd und Bettina Harting in Cottbus geboren. Beide Eltern waren Leistungssportler im DDR-System. Der Vater, ein Offsetdrucker, war ebenfalls Diskuswerfer, die Mutter, eine Krankenschwester, war Kugelstoßerin. Christoph Harting ist der jüngere Bruder des Diskuswurf-Olympiasiegers von 2012, Robert Harting. Die Brüder sind das erste Geschwisterpaar, das bei aufeinanderfolgenden Olympischen Sommerspielen in derselben Einzeldisziplin gewinnen konnte.
Harting ist Bundespolizist im Amt eines Polizeioberkommissars. Seit 2011 ist er Angehöriger der Bundespolizeisportschule Kienbaum, der Spitzensportfördereinrichtung der Bundespolizei für Sommer- und Ganzjahressportarten.
Im Jahr 2023 machte Harting in einem Interview seine größtenteils überwundenen Probleme im Privatleben, darunter Depression, Trennung von seiner Frau, Wohnungslosigkeit in Berlin, Abbruch eines Psychologiestudiums und eine ein-einhalbjährige Zwangspause vom Leistungssport publik und äußerte sich zum Verhältnis zu seinem Bruder, zu seinen Eltern und seinem Trainer.

## Sportlicher Werdegang
Christoph Harting gewann dreimal in Folge die Deutschen Meisterschaften der U23-Junioren (2010 bis 2012) und wurde 2011 Fünfter bei den U23-Europameisterschaften. Durch den Gewinn der Deutschen Meisterschaft 2015 qualifizierte er sich für die Weltmeisterschaften 2015 in Peking, bei denen er den achten Platz belegte. Bei den Europameisterschaften 2016 wurde er Vierter.
Bei den Olympischen Spielen 2016 in Rio de Janeiro gewann er vier Jahre nach dem Triumph seines Bruders Robert die Goldmedaille. Lange lag er in diesem Wettbewerb auf dem zweiten Rang hinter dem fünf Durchgänge führenden Polen Piotr Małachowski, bis er von dem späteren Vierten Martin Kupper und Bronzemedaillengewinner Daniel Jasinski im letzten Durchgang zunächst auf Platz vier verdrängt wurde. Mit einer neuen persönlichen Bestleistung von 68,37 m setzte Harting sich mit dem letzten Wurf des Wettbewerbs an die Spitze. Für den Olympiasieg wurde er am 1. November 2016 von Bundespräsident Joachim Gauck wie die anderen Medaillengewinner mit dem Silbernen Lorbeerblatt ausgezeichnet.
Für Irritationen, Aufregung und mediale Aufmerksamkeit sorgte sein Verhalten nach seinem Olympiasieg, als er gegenüber den Journalisten im Stadion alle Interviews ablehnte und bei der Siegerehrung während der Nationalhymne die Arme verschränkte und teilweise pfiff oder mitschunkelte, wofür er anschließend auch von DLV-Präsident Clemens Prokop und dem Chef de Mission der deutschen Olympiamannschaft Michael Vesper öffentlich kritisiert wurde. Später entschuldigte er sich für sein Verhalten mit der Begründung, seinen Erfolg im Moment der Siegerehrung noch nicht verarbeitet gehabt zu haben.
Einzelne Medien berichteten auch selbstkritisch, dass das Verhalten Hartings medial überinszeniert wurde, als Reaktion auf dessen Interviewablehnung gegenüber einzelnen Journalisten nach seinem Olympiasieg.
2017 wurde er mit 62,51 m bei den Deutschen Meisterschaften Vierter und verfehlte mit dieser Weite die Qualifikation für die Weltmeisterschaften 2017. Bei den Europameisterschaften 2018 in Berlin scheiterte er ohne gültigen Versuch in der Qualifikation.

## Vereinszugehörigkeiten
Harting startete zunächst für den SC Charlottenburg und ist aktuell Mitglied des SC Tegeler Forst in der LG Nord Berlin.

## Erfolge

### National
- Deutscher U23-Meister 2010, 2011, 2012
- Dritter DM 2013
- Deutscher Meister 2015, 2018
- Zweiter DM 2016
- Vierter DM 2017

### International
- Fünfter U23-EM 2011
- Achter WM 2015
- Vierter EM 2016
- Olympiasieger 2016
- Vierter Winterwurf-Europacup 2018